# Delahaye Type 41
Der Delahaye Type 41 ist ein frühes Pkw-Modell. Hersteller war Automobiles Delahaye in Frankreich.

## Beschreibung
Die Fahrzeuge wurden zwischen 1909 und 1912 hergestellt. Nachfolger wurde der Delahaye Type 58. Es ist eine Variante des Delahaye Type 38 und wurde 1909 auf dem Pariser Autosalon präsentiert.
Der Vierzylinder-Ottomotor war in Frankreich mit 20–30 CV eingestuft. 95 mm Bohrung und 130 mm Hub ergeben 3686 cm³ Hubraum. Die Motorleistung konnte auf 35 PS erhöht werden. Der Motor ist vorn im Fahrgestell eingebaut und treibt über eine Kette die Hinterachse an. Das Getriebe unterscheidet sich vom Type 38.
Der Radstand beträgt wahlweise 306 cm oder 326 cm. Lieferbar war ein Tourenwagen.